# T
 Ovo je glavno značenje pojma T. Za registracijsku oznaku Tajlanda pogledajte T (registracijska oznaka).
T je 26. slovo hrvatske abecede. Označava bezvučni alveolarni plozivni suglasnik. Također je:
- u fizici znak za vrijeme i temperaturu
- u kemiji znak za tricij, izotop vodika
- u SI sustavu znak za jedinicu magnetskog polja Tesla, prefiks tera (1012) i tonu (1000 kg)

## Povijest
Razvoj slova „T” moguće je pratiti tijekom povijesti:
| Protosemitsko T | Feničko tav | Grčko tau | Etruščansko T | Rimsko T |
| Protosemitsko T | Feničko tav | Grčko tau | Etruščansko T | Rimsko T |